# Байяндур-хан
Байяндур-хан — был одним из эмиров Талыша в эпоху Сефевидов.

## История
После поражения Амира Кубада (правителя Астары) от шаха Тахмасба сефевидского, он был назначен Сефевидами управлять Талышским регионом. Когда Ахмад-хан восстал против шаха Аббаса Кабира, он бросился на помощь правительству Сефевидов, но после подавления хана Ахмада он убрал кызылбашей из Гилана, чтобы легче было править в Астаре. Он никогда не отворачивался от Сефевидов, но его сын Хамза-хан Талыш отобрал у него власть и начал новое восстание против Сефевидов, которое потерпело поражение.